# فرودگاه آبروتزو
فرودگاه آبروتزو (به انگلیسی: Abruzzo Airport) یک فرودگاه همگانی مسافربری با کد یاتا PSR است که یک باند فرود آسفالت دارد و طول باند آن ۲۴۱۹ متر است. این فرودگاه در شهر پسکارا کشور ایتالیا قرار دارد و در ارتفاع ۱۵ متری از سطح دریا واقع شده‌است.

## شرکت‌های هواپیمایی و مقصدهای پروازی
| شرکت‌های هواپیمایی                     | مقصدهای پروازی |
| ------------------------------------- | --- |
| آلیتالیا اجرا توسط آلیتالیا سیتی‌لاینر | لینیت |
| بلو ایر                               | تورین کاسله |
| میسترال ایر                           | مادر ترزای تیرانا فصلی: کگلیاری-الماس، کاتانیا-فونتاناروسا، اولبیا - کاستا اسمرالدا، پالرمو                                     |
| رایان‌ایر                              | اوریو آل سریو، بروکسل جنوب شرلروآ، فرانکفورت-هان، جان پل دوم کراکوف-بالیس، استانستد لندن فصلی: کپنهاگ، جیرونا-کاستا براوا، ویزه |
| ویز ایر                               | هنری کواندا |